# Mogiła zbiorowa Żydów w Ojcowie
Mogiła zbiorowa Żydów w Ojcowie – zbiorowy grób z okresu II wojny światowej (1943 r.) zlokalizowany w Ojcowie na terenie Ojcowskiego Parku Narodowego przy szlaku turystycznym w Dolinie Sąspowskiej. Mogiła ma formę dwóch kamieni pamiątkowych ogrodzonych niskim, drewnianym płotem. Na kamieniach znajdują się tablice w języku polskim i hebrajskim z napisem: Tu spoczywa ok. 20 Żydów z okolic Ojcowa rozstrzelanych przez hitlerowców w 1943 r. Ojców 1993 r. W 50-tą rocznicę tragedii.

## Historia

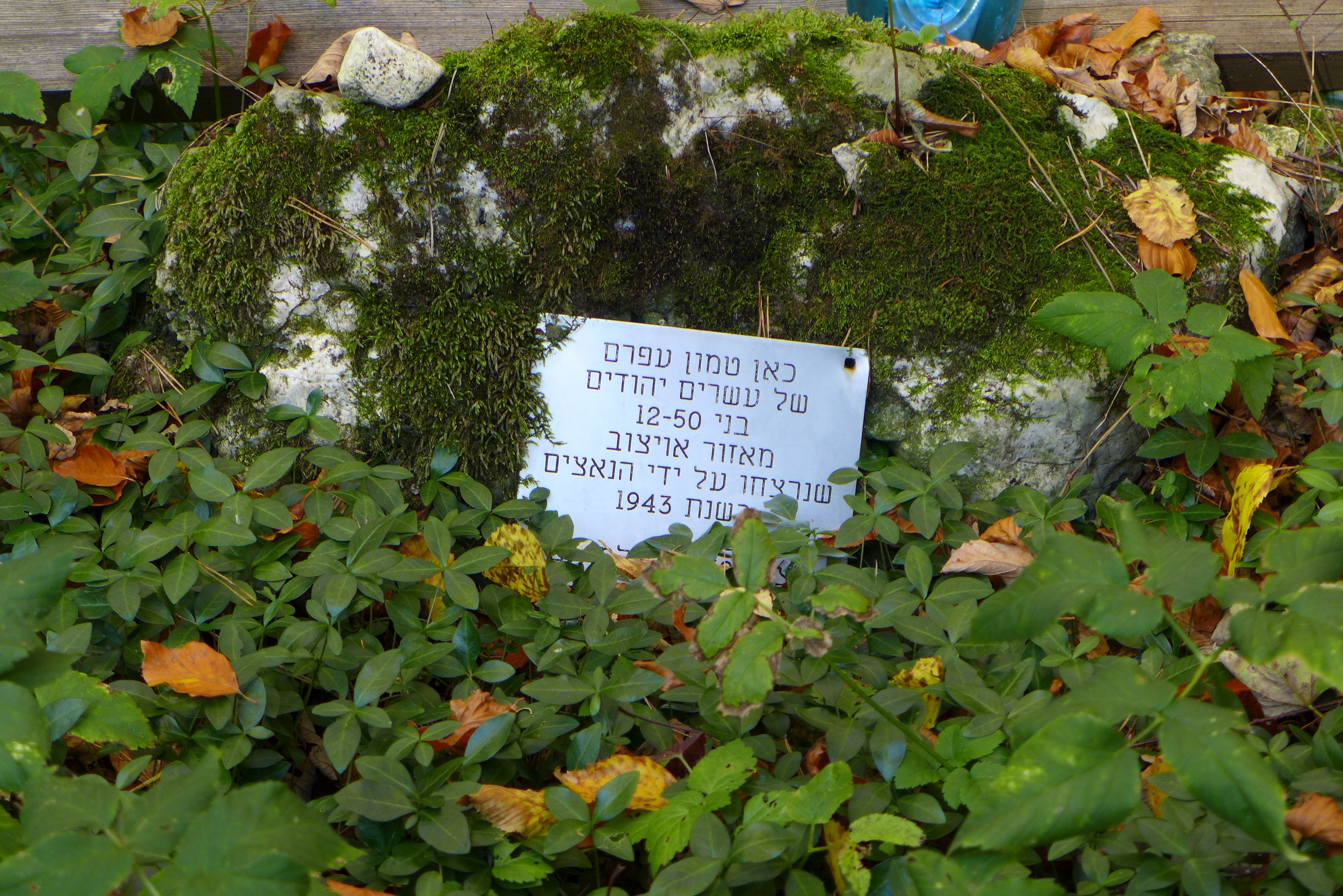
Tablica pamiątkowa

Po przegranej kampanii wrześniowej w 1939 r. Ojców wszedł w skład Generalnego Gubernatorstwa ze stolicą w Krakowie. W trakcie okupacji w Ojcowie, w ograniczonym zakresie kontynuowano działalność turystyczną. W miejscowości znajdowała się poczta, komisariat Policji, sklepy oraz liczne pensjonaty i gospodarstwa agroturystyczne. W mogile spoczywają zamordowani w 1943 r. przez hitlerowców obywatele Rzeczypospolitej Polskiej narodowości żydowskiej, którzy zostali pochwyceni w okolicznych miejscowościach lub w trakcie ucieczki z likwidowanych gett w Generalnym Gubernatorstwie.
Miejsce egzekucji w trakcie II wojny światowej znajdowało się w ustronnym miejscu w lesie przy drodze gruntowej w Dolinie Sąspowskiej (obecnie ścieżka piesza –  szlak żółty z Ojcowa do Pieskowej Skały).